# Thyatirinae
Sous-famille
La sous-famille des Thyatirinae regroupe des insectes lépidoptères de la famille des Drepanidae.

## Systématique
- La sous-famille des Thyatirinae a été décrite par l’entomologiste britannique John Bernard Smith, en 1893.
- L'espèce type pour le genre et la sous-famille est Thyatira batis (Linné, 1758).

## Taxinomie
Liste des genres
- Achlya Billberg, 1820.
- Asphalia Hübner, 1821.
- Bycombia Benjamin, 1938.
- Camptopsestis Yoshimoto, 1983.
- Ceranemota Clarke, 1938.
- Cymatophorima Spuler, 1908.
- Euthyatira Smith, 1891.
- Habrosyne Hübner, 1821.
- Horithyatira Matsumura, 1933.
- Hypsidia Rothschild, 1896.
- Mimopsestis Matsumura, 1921.
- Ochropacha Wallengren, 1871.
- Polyploca Hübner, 1821.
- Pseudothyatira Grote, 1864.
- Takapsestis Matsumura, 1933.
- Tethea Ochsenheimer, 1816.
- Tetheella Werny, 1966.
- Thyatira Ochsenheimer, 1816.
- Wernya Yoshimoto, 1987.